# 戈尔内巴雷克列伊农村居民点
戈尔内巴雷克列伊农村居民点（俄语：Горнобалыклейское сельское поселение）是俄罗斯联邦伏尔加格勒州杜博夫卡区所属的一个农村居民点。其下辖有4个居民点，行政中心为戈尔内巴雷克列伊。据2016年统计，该农村居民点的人口为2781人。